# Agullat ver
L′agullat ver, ferró, quelve, cassó o quissona entre altres denominacions populars  (Squalus acanthias) és una espècie de tauró esqualiforme de la família dels esquàlids, petit, de color cendrós, amb una forta pua a l'aleta dorsal. De la seua pell s'obté un cuir molt sòlid.

## Morfologia
- Cos allargat i fusiforme.
- Dues aletes dorsals antecedides per una forta espina, la primera més grossa que la segona.
- Sense aleta anal ni membrana nictitant.
- Amb cinc parells de fenedures branquials.
- Color gris clar o amarronat, els costats més clars i el ventre blanquinós.
- Taques clares, irregularment escampades pel dors i els flancs, que desapareixen amb l'edat.
- El mascle pot arribar a fer 100 cm de longitud i madura entre els 59 i 72 cm.
- La femella arriba als 120 cm de longitud i madura entre els 70 i 100 cm.

## Ecologia
És, probablement, el tauró més freqüent del món i un dels més ben estudiats. Generalment se'l troba en moles separades per sexe i per edat. També se l'ha vist en grups mixtos de joves i adults, i formant agregacions amb diferents espècies de taurons. És de moviments lents però també se'l cita com un gran migrador.
Cerca la termoclina ideal de l'aigua que va de 7 °C de mínima a 15 °C de màxima.
Colonitza els ambients sublitorals fins als 400 m de fondària.

El seu nodriment prové de tota classe d'ésser viu que sigui copiós en el seu medi. És un predador oportunista i menja peixos que formin bancs, crustacis, mol·luscs, cucs, ctenòfors, algues, etc.
És ovovivípar aplacentari. Després d'una gestació de 18 a 24 mesos pot tindre una ventrada d'una a vint cries (la normal és d'una dotzena), segons l'edat de la mare. Els nounats en néixer poden fer de 22 a 33 cm i arribaran a viure entre 15 i 30 anys. Vers la primavera s'apropen a la costa per reproduir-se i a la tardor tornen cap al fons.

## Aprofitament
Espècie d'interès comercial pesquer. L'art per a la captura és el palangre o l'arrossegament. Immediatament després de la seua pesca, és escorxat i arriba a la llotja sense cap ni pell, on es ven amb diversos noms.
La carn es pot consumir fresca, congelada, bullida, escabetxada, en croquetes, salada o fumada.
El seu fetge conté un oli de qualitat.
També pot aprofitar-se com a pinso per a animals estabulats, menja per a mascotes, fertilitzants i cuir.